# Босвал ет Бријанкур
Босвал ет Бријанкур (фр. Bosseval-et-Briancourt) насеље је и општина у североисточној Француској у региону Шампањ-Арден, у департману Ардени која припада префектури Седан.
По подацима из 2011. године у општини је живело 412 становника, а густина насељености је износила 28,36 становника/km². Општина се простире на површини од 14,53 km². Налази се на средњој надморској висини од 250 метара.

## Демографија
| 1962. | 1968. | 1975. | 1982. | 1990. | 1999. | 2011. |
| ----- | ----- | ----- | ----- | ----- | ----- | ----- |
| 379   | 387   | 362   | 331   | 350   | 403   | 412   |

График промене броја становника у току последњих година